# Зауральское плато
Зауральское плато — плато на территории Челябинской и Костанайской области России и Казахстана.

## География
Расположено в Зауралье, в юго-западной части Западно-Сибирской равнины. На севере ограничивается рекой Тогузак и устьями её притоков — Верхний, Средний и Нижний Тогузак. На юге и юго-востоке отделено от Тургайского плато с Сыпсынагашской ложбиной рекой Тобол. Восточнее Тургайского плато, в свою очередь разделённого Тургайской ложбиной, находится возвышенность Кокшетау. На западе Зауральское плато переходит в Южный Урал.
По плато протекают Средний и Нижний Тогузак, Караталды-Аят и Арчаглы-Аят, образующие своим слиянием Аят. По территории проходит казахстанско-российская граница; расположены российские и казахстанские населённые пункты: Арчаглы-Аят, Зааятское и другие, озеро Жаксыалаколь.